# 新得町

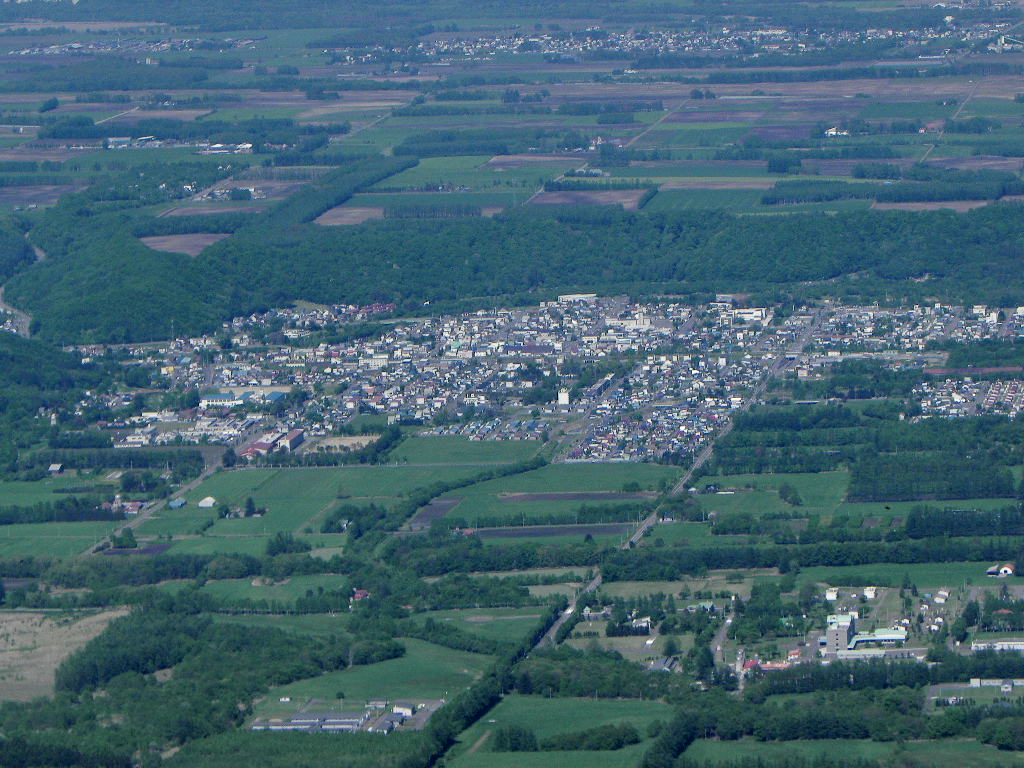
オダッシュ山から望む市街地（2013年6月）

新得町（しんとくちょう）は、北海道上川郡にある町。

## 町名の由来
町名は、アイヌ語で「シットク・ナイ」が訛ったものであり、山の肩、または端という意味がある。また、アイヌの人たちが酒を造るための漆器（行器）「シントコ」を作るための土地であったとも言われている。

## 地理
十勝の表玄関として、東に鹿追町、上士幌町、南に清水町、西に上富良野町、南富良野町、北に美瑛町、上川町に接している。北海道の断面一次におけるモーメントの重心に位置している（東経142度49分40・北緯43度28分02）。総面積の約9割が森林であり、北部一帯の約7割が大雪山国立公園の国有林となっているほか、南部は十勝川の流域（屈足地域）、佐幌川の流域（新得地域）、その中間台地（上佐幌地域）に分かれている。十勝川の源流部が「十勝川源流部原生自然環境保全地域」として環境省から「原生自然環境保全地域」に指定されている。
- 山：新得山（455 m）、オダッシュ山（1,097 m）、パンケ山（479 m）、佐幌岳（1,060 m）、ペンケ山（794 m）、稚空知山（943 m）、チカベツ山（1,020 m）、下ホロカメットク山（1,668 m）、境山（1,837 m）、上ホロカメットク山 （1,920 m）、十勝岳（2,077 m）、ベベツ岳（1,868 m）、オプタテシケ山（2,012 m）、コスマヌプリ（1,626 m）、ツリガネ山（1,708 m）、トムラウシ山（2,141 m）、化雲岳（1,955 m）、五色岳（1,868 m）、沼ノ原山（1,493 m）、ニペソツ山（2,013 m）、丸山（1,692 m）、然別山（1,235 m）、ピシカチナイ山 （1,308 m）
- 河川：十勝川、佐幌川、パンケ新得川、トムラウシ川
- ダム・湖沼：サホロ湖（佐幌ダム）、屈足湖（屈足ダム）、岩松湖（岩松ダム）、東大雪湖（十勝ダム）、上岩松ダム、富村ダム、ヒサゴ沼

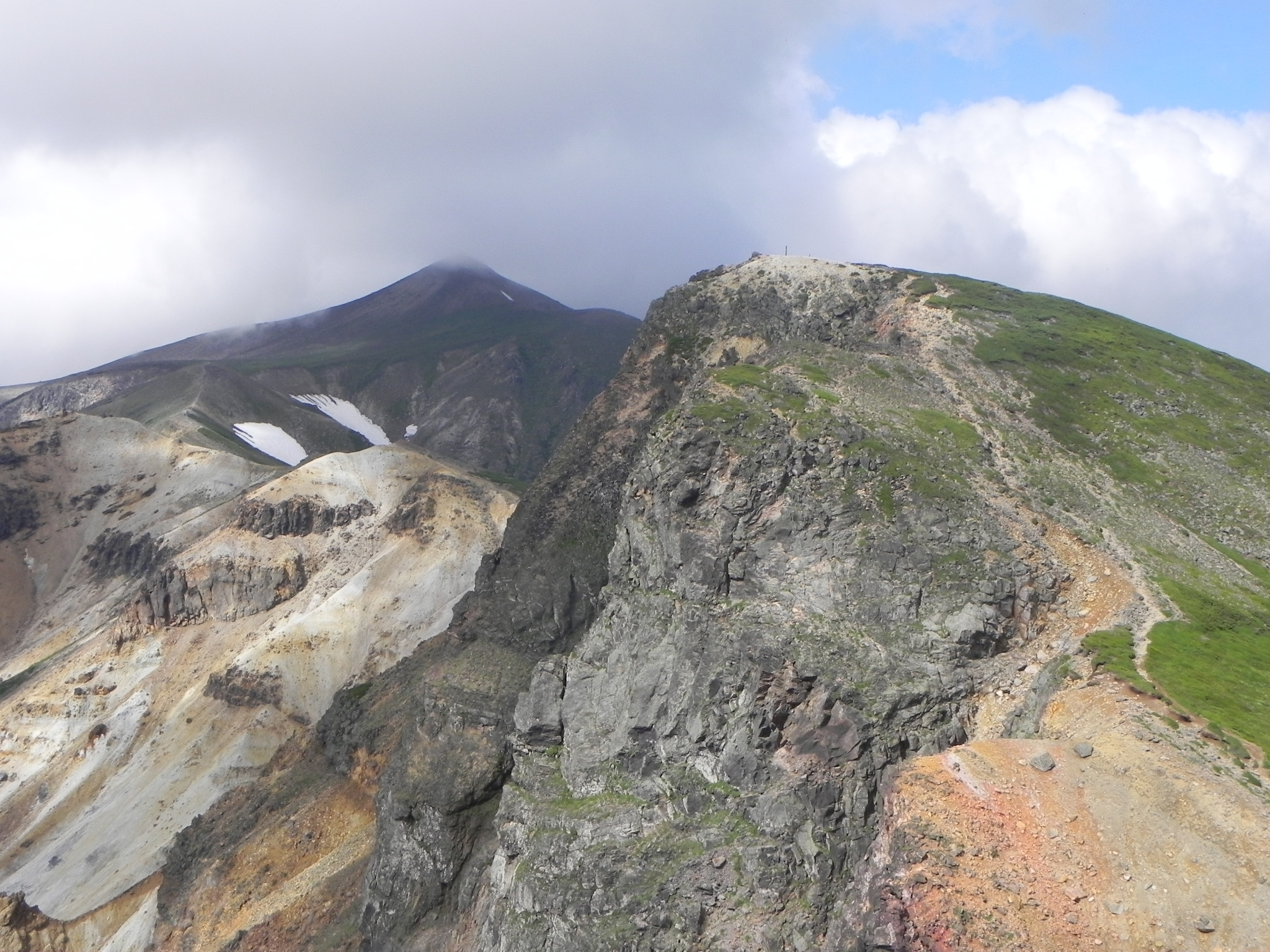
十勝岳（左）と上ホロカメットク山（右）（2010年7月）
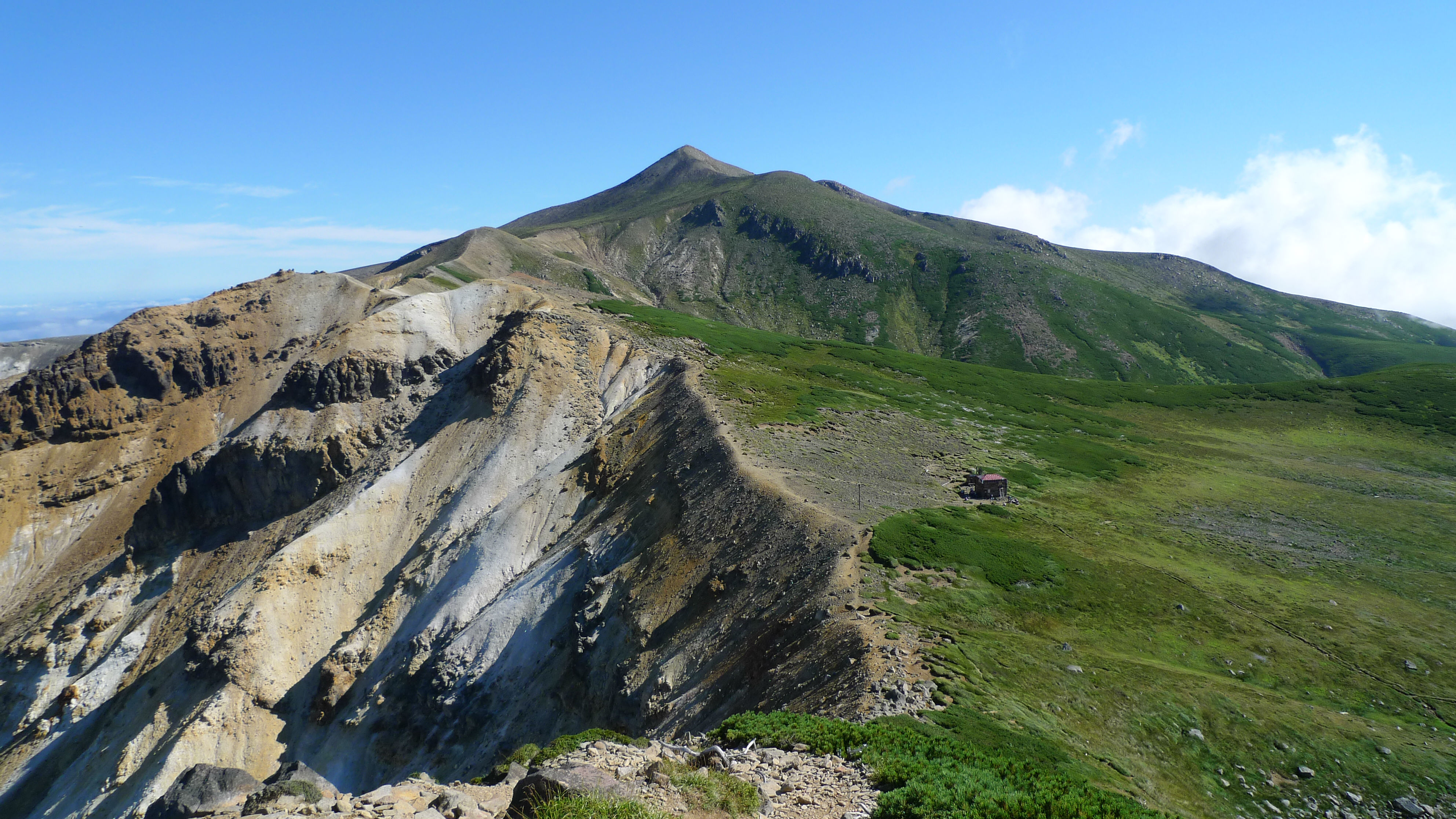
上ホロカメットク山から望む十勝岳（2013年6月）
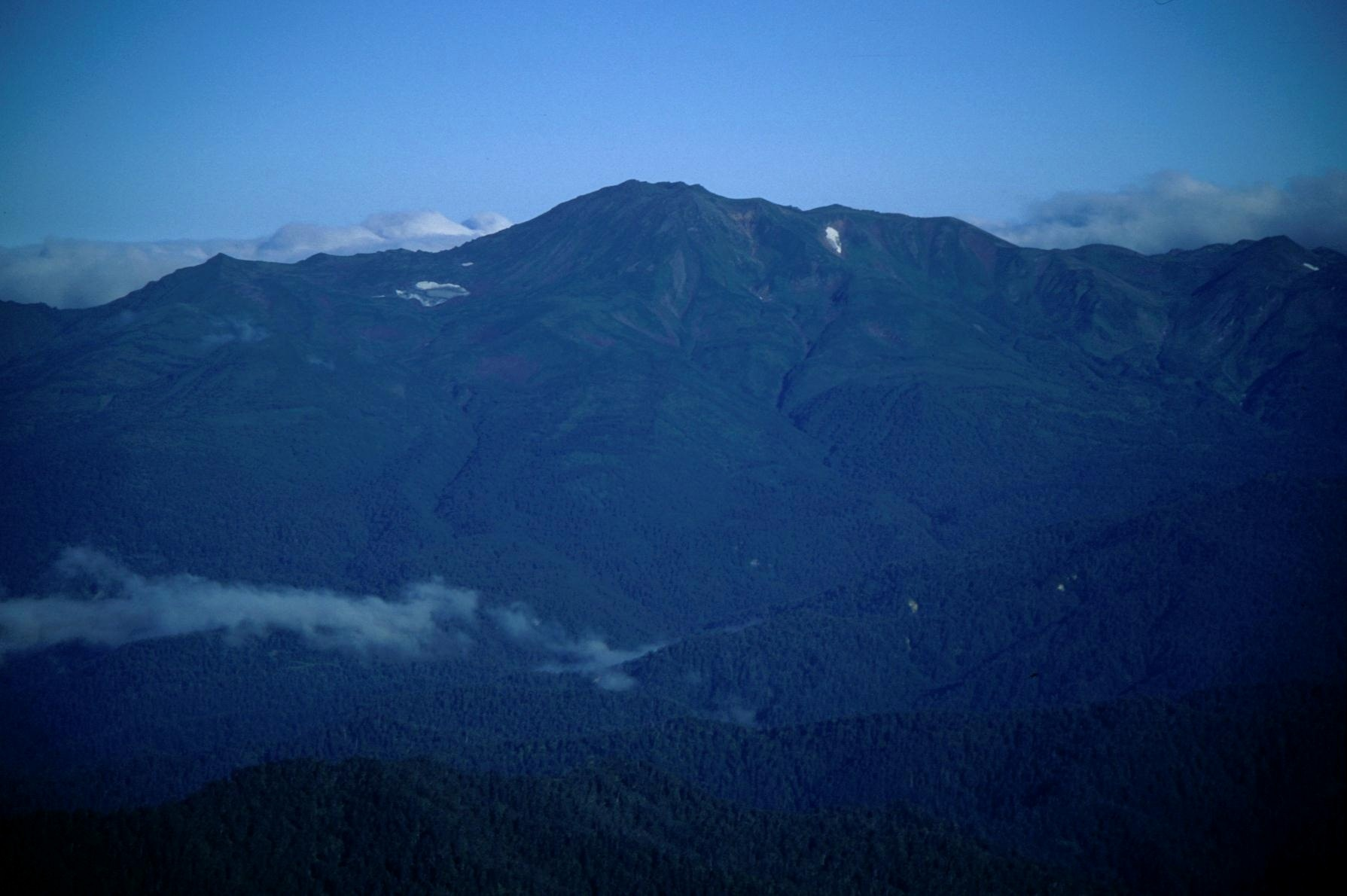
ニペソツ山から望むトムラウシ山（2005年8月）
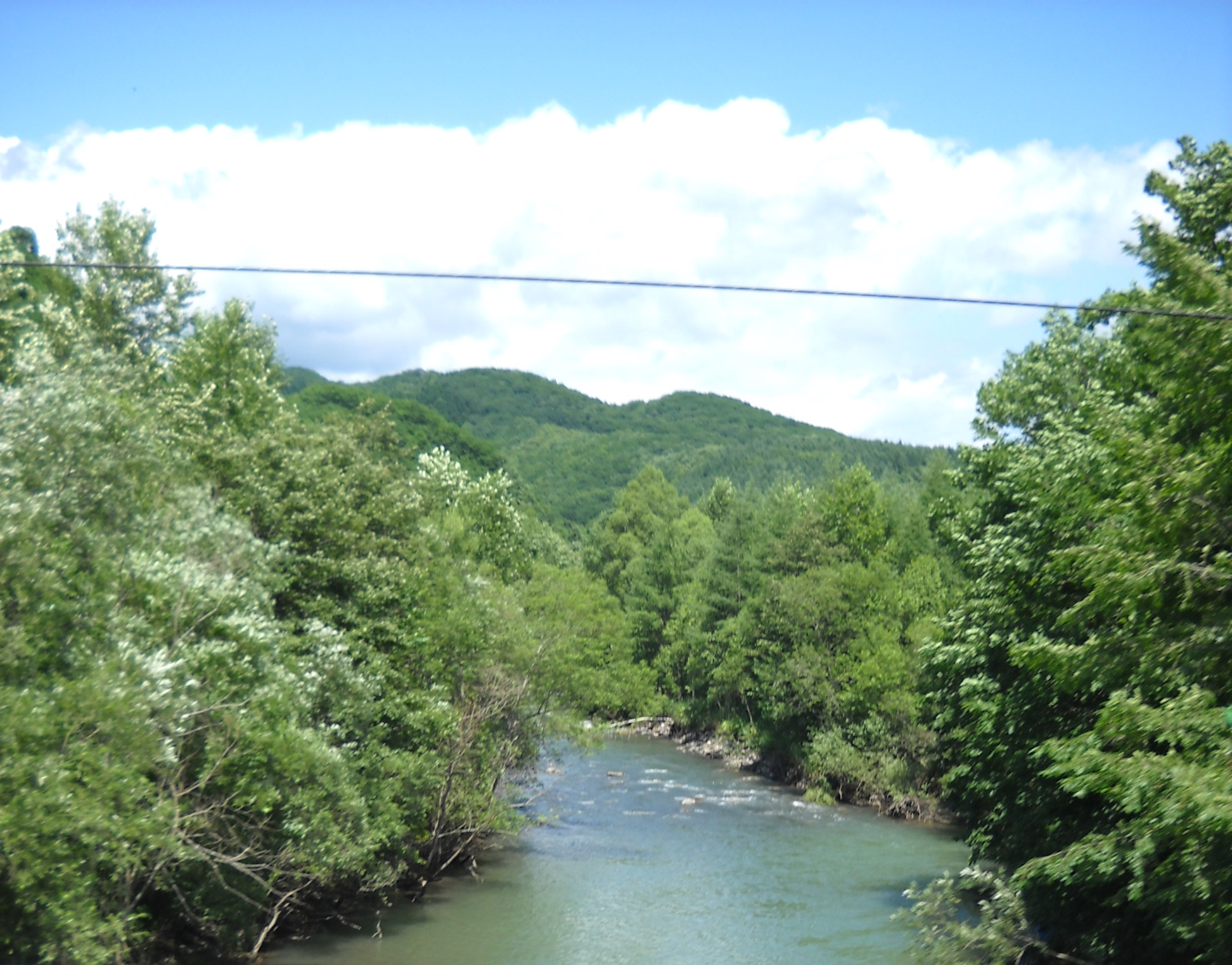
十勝川（2010年7月）
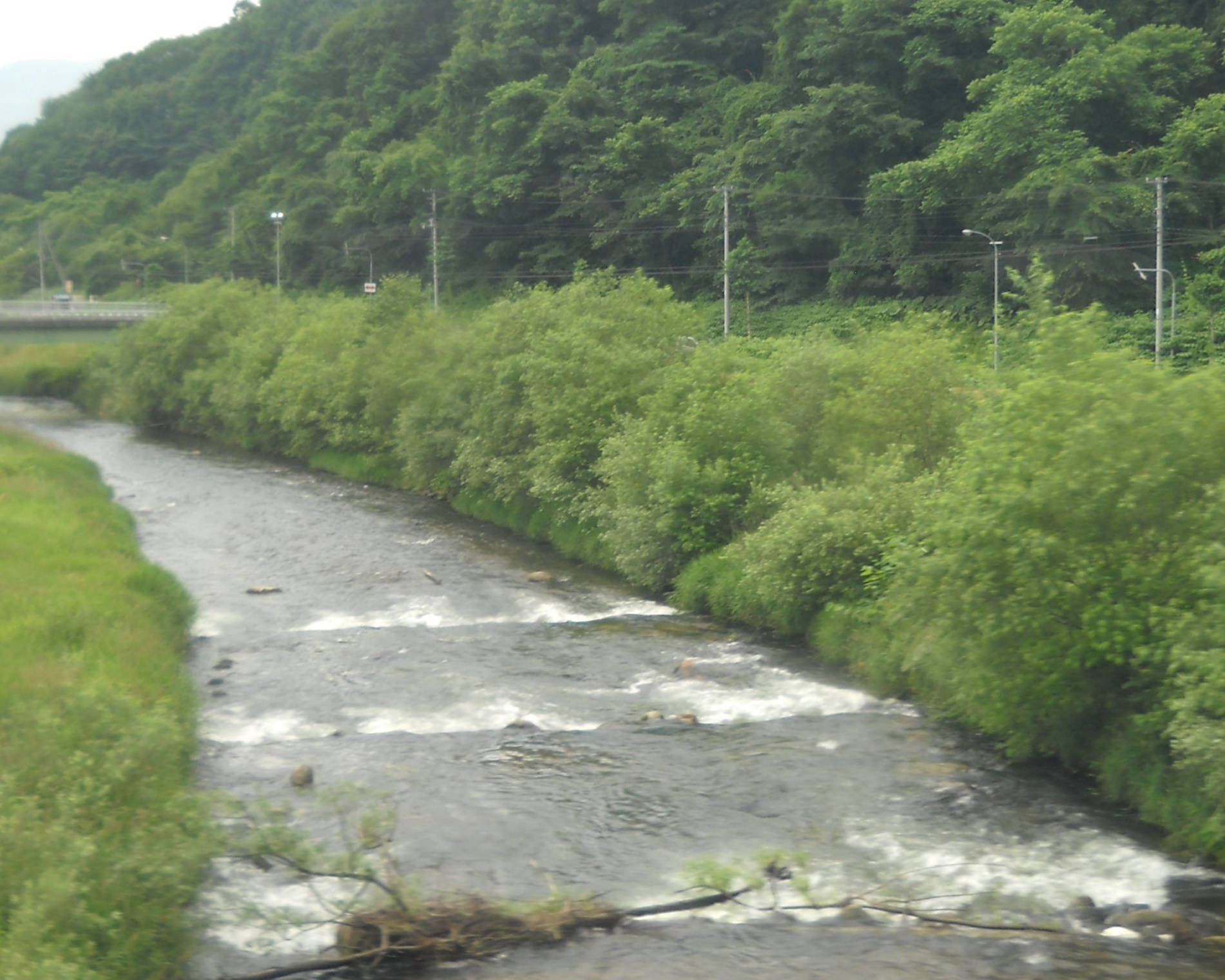
佐幌川（2010年7月）
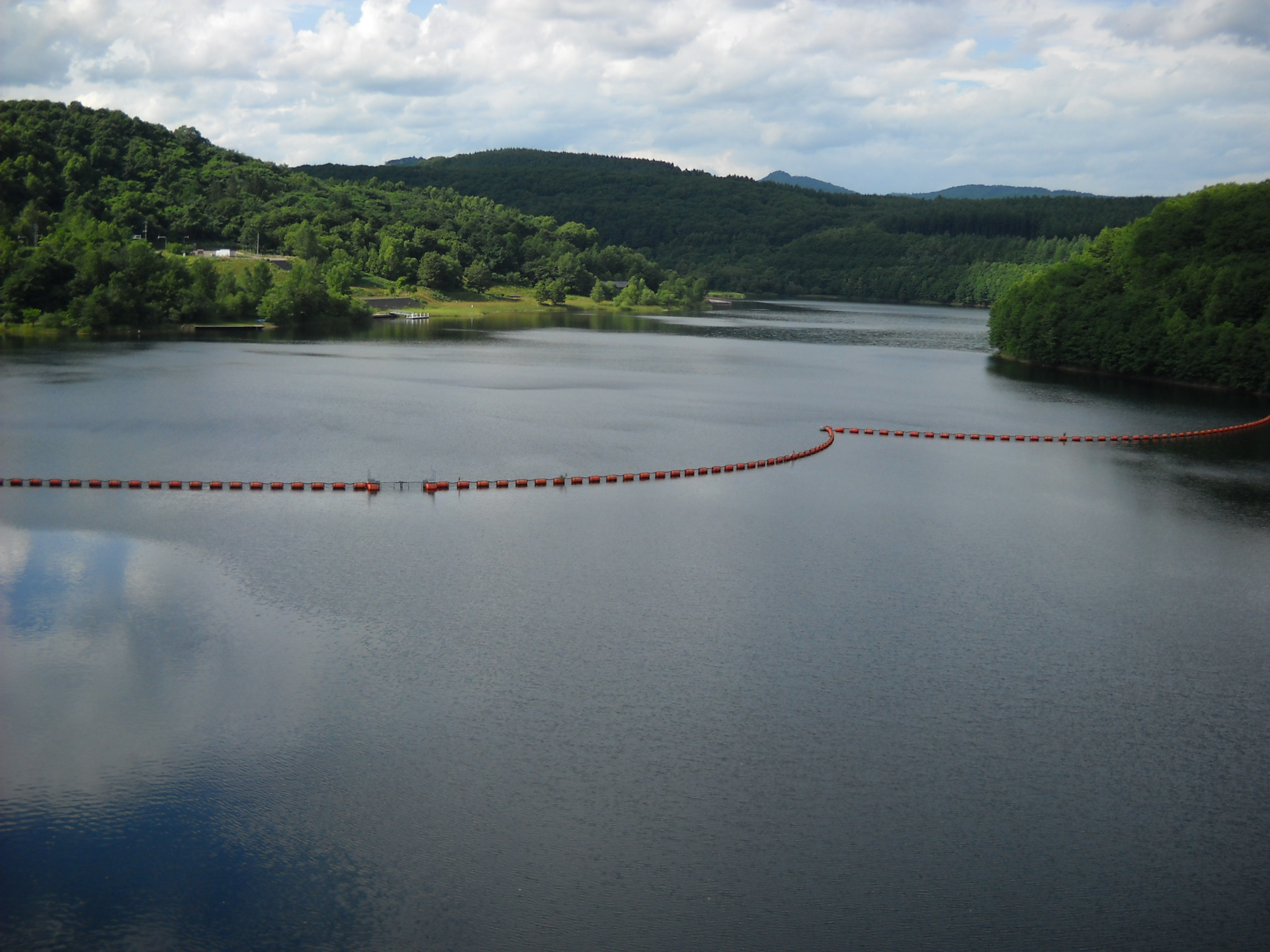
サホロ湖（2010年7月）
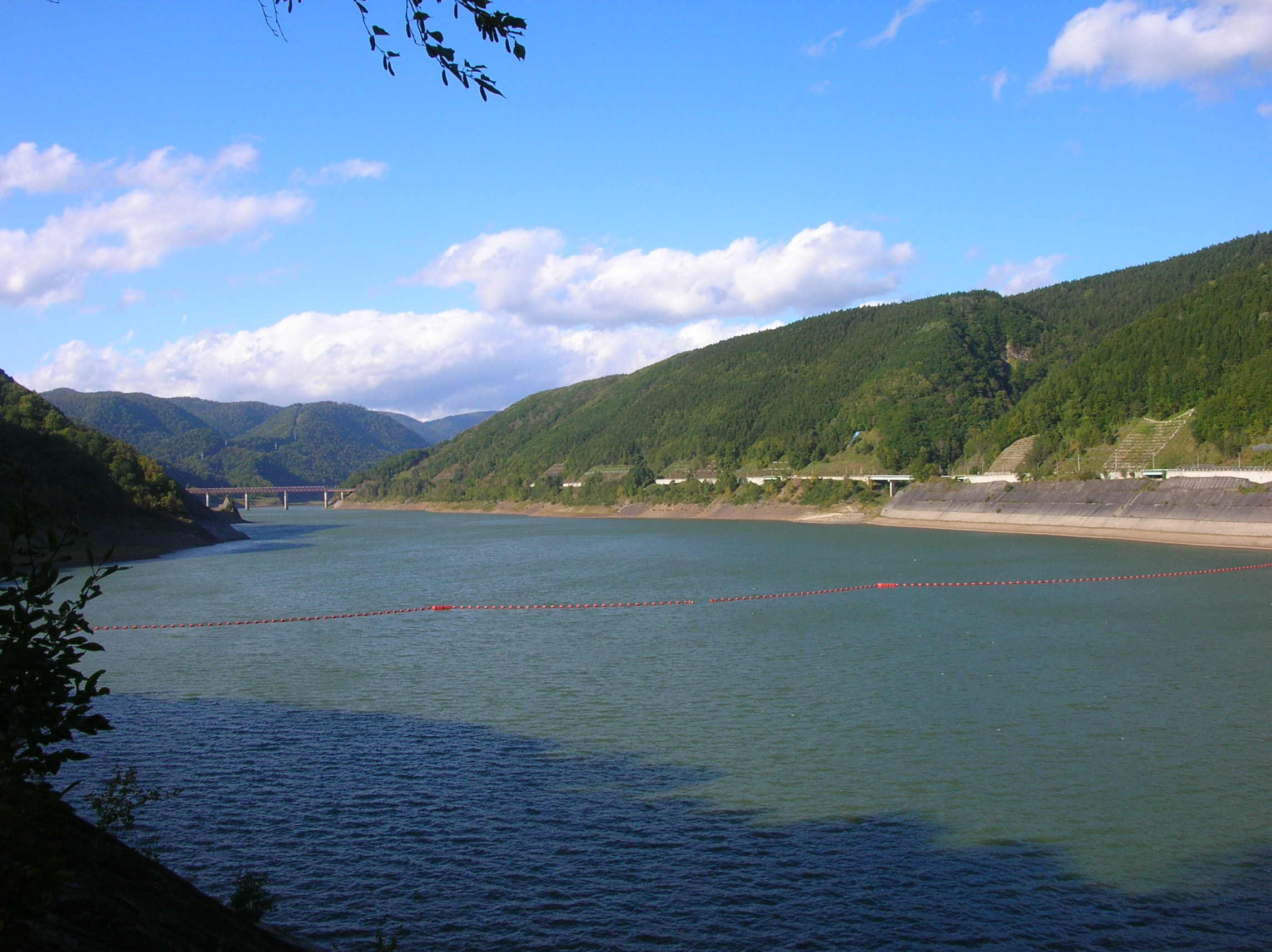
東大雪湖

### 人口
| |                                        |  |
| 新得町と全国の年齢別人口分布（2005年） | 新得町の年齢・男女別人口分布（2005年） |  |
| ■紫色 ― 新得町 ■緑色 ― 日本全国 | ■青色 ― 男性 ■赤色 ― 女性              |  |
| 新得町（に相当する地域）の人口の推移 \| 1970年（昭和45年） \| 11,089人 \| \| \| 1975年（昭和50年） \| 11,537人 \| \| \| 1980年（昭和55年） \| 9,502人 \| \| \| 1985年（昭和60年） \| 9,008人 \| \| \| 1990年（平成2年） \| 8,412人 \| \| \| 1995年（平成7年） \| 7,822人 \| \| \| 2000年（平成12年） \| 7,657人 \| \| \| 2005年（平成17年） \| 7,243人 \| \| \| 2010年（平成22年） \| 6,642人 \| \| \| 2015年（平成27年） \| 6,288人 \| \| \| 2020年（令和2年） \| 5,817人 \| \| |                                        |  |
| 総務省統計局 国勢調査より |                                        |  |
| 1970年（昭和45年） | 11,089人                               |  |
| 1975年（昭和50年） | 11,537人                               |  |
| 1980年（昭和55年） | 9,502人                                |  |
| 1985年（昭和60年） | 9,008人                                |  |
| 1990年（平成2年） | 8,412人                                |  |
| 1995年（平成7年） | 7,822人                                |  |
| 2000年（平成12年） | 7,657人                                |  |
| 2005年（平成17年） | 7,243人                                |  |
| 2010年（平成22年） | 6,642人                                |  |
| 2015年（平成27年） | 6,288人                                |  |
| 2020年（令和2年） | 5,817人                                |  |

## 気候
ケッペンの気候区分によると、新得町は湿潤大陸性気候に属する。寒暖の差が大きく気温の年較差、日較差が大きい顕著な大陸性気候である。降雪量が多く、十勝総合振興局管内では唯一、特別豪雪地帯に指定されている。
冬季は-20℃前後の気温が観測されることが珍しくなく、寒さが厳しい。1月の平均最低気温は-11.1度と、隣接する鹿追町と同じように十勝の中では冷え込みが弱い。
| 新得（1991年 - 2020年）の気候 | 新得（1991年 - 2020年）の気候 | 新得（1991年 - 2020年）の気候 | 新得（1991年 - 2020年）の気候 | 新得（1991年 - 2020年）の気候 | 新得（1991年 - 2020年）の気候 | 新得（1991年 - 2020年）の気候 | 新得（1991年 - 2020年）の気候 | 新得（1991年 - 2020年）の気候 | 新得（1991年 - 2020年）の気候 | 新得（1991年 - 2020年）の気候 | 新得（1991年 - 2020年）の気候 | 新得（1991年 - 2020年）の気候 | 新得（1991年 - 2020年）の気候 |
| 月                            | 1月                           | 2月                           | 3月                           | 4月                           | 5月                           | 6月                           | 7月                           | 8月                           | 9月                           | 10月                          | 11月                          | 12月                          | 年                            |
| ----------------------------- | ----------------------------- | ----------------------------- | ----------------------------- | ----------------------------- | ----------------------------- | ----------------------------- | ----------------------------- | ----------------------------- | ----------------------------- | ----------------------------- | ----------------------------- | ----------------------------- | ----------------------------- |
| 最高気温記録 °C （°F）        | 8.7 (47.7)                    | 15.9 (60.6)                   | 16.6 (61.9)                   | 28.3 (82.9)                   | 35.4 (95.7)                   | 35.9 (96.6)                   | 37.3 (99.1)                   | 36.2 (97.2)                   | 32.7 (90.9)                   | 27.9 (82.2)                   | 20.9 (69.6)                   | 15.1 (59.2)                   | 37.3 (99.1)                   |
| 平均最高気温 °C （°F）        | −2.2 (28)                     | −1.4 (29.5)                   | 3.2 (37.8)                    | 10.6 (51.1)                   | 17.2 (63)                     | 20.7 (69.3)                   | 23.7 (74.7)                   | 24.7 (76.5)                   | 21.0 (69.8)                   | 14.7 (58.5)                   | 7.2 (45)                      | 0.2 (32.4)                    | 11.6 (52.9)                   |
| 日平均気温 °C （°F）          | −6.2 (20.8)                   | −5.6 (21.9)                   | −1.1 (30)                     | 5.3 (41.5)                    | 11.3 (52.3)                   | 15.2 (59.4)                   | 18.8 (65.8)                   | 19.8 (67.6)                   | 16.0 (60.8)                   | 9.5 (49.1)                    | 3.0 (37.4)                    | −3.3 (26.1)                   | 6.9 (44.4)                    |
| 平均最低気温 °C （°F）        | −11.1 (12)                    | −10.7 (12.7)                  | −5.7 (21.7)                   | 0.0 (32)                      | 5.5 (41.9)                    | 10.3 (50.5)                   | 14.7 (58.5)                   | 15.7 (60.3)                   | 11.4 (52.5)                   | 4.5 (40.1)                    | −1.1 (30)                     | −7.3 (18.9)                   | 2.2 (36)                      |
| 最低気温記録 °C （°F）        | −25.7 (−14.3)                 | −28.3 (−18.9)                 | −22.6 (−8.7)                  | −11.6 (11.1)                  | −4.5 (23.9)                   | 0.3 (32.5)                    | 4.9 (40.8)                    | 6.7 (44.1)                    | −0.2 (31.6)                   | −5.2 (22.6)                   | −12.4 (9.7)                   | −20.7 (−5.3)                  | −28.3 (−18.9)                 |
| 降水量 mm （inch）            | 46.4 (1.827)                  | 40.1 (1.579)                  | 54.1 (2.13)                   | 67.3 (2.65)                   | 92.5 (3.642)                  | 93.0 (3.661)                  | 149.6 (5.89)                  | 206.1 (8.114)                 | 168.1 (6.618)                 | 109.3 (4.303)                 | 76.9 (3.028)                  | 58.9 (2.319)                  | 1,162.2 (45.756)              |
| 降雪量 cm （inch）            | 121 (47.6)                    | 112 (44.1)                    | 123 (48.4)                    | 26 (10.2)                     | 3 (1.2)                       | 0 (0)                         | 0 (0)                         | 0 (0)                         | 0 (0)                         | 1 (0.4)                       | 26 (10.2)                     | 107 (42.1)                    | 517 (203.5)                   |
| 平均降水日数 （≥1.0 mm）      | 8.7                           | 8.3                           | 10.5                          | 11.2                          | 11.7                          | 11.0                          | 13.9                          | 13.8                          | 13.2                          | 11.8                          | 11.6                          | 9.5                           | 135.3                         |
| 平均月間日照時間              | 133.8                         | 127.5                         | 171.8                         | 178.1                         | 184.8                         | 141.4                         | 119.4                         | 129.7                         | 142.1                         | 152.1                         | 118.2                         | 112.8                         | 1,711.6                       |
| 出典：気象庁                  |                               |                               |                               |                               |                               |                               |                               |                               |                               |                               |                               |                               |                               |

## 歴史
「新得の歴史」参照。
佐幌高台の東側斜面と十勝川沿いには、縄文時代の遺跡が残っている。ピタラウシ川と佐幌川が合流する付近にある「新内チャシ」は、アイヌ文化期のものである。十勝地方の内陸部にある新得は、近世までの様子は知られていない。江戸時代は松前藩の領地であったが、藩の直接統治は及んでいなかった。
- 1799年（寛政11年）：天領となる。
- 1804年 — 1818年（文化年間）：文献に「とったらし」（=屈足）が初出[7]。
- 1821年（文政04年）：松前藩の領地となる。
- 1832年 — 1834年（天保3年 — 5年）：「シントグ」のコタンに2戸が居住[8]。
- 1855年（安政02年）：再び天領となる。
- 1857年（安政04年）：クッタラシ（=屈足）に8戸、男26人・女17人が居住[9]。
- 1858年（安政05年）：サツテキテ2戸11人、クッタラシ1戸4人、トミタヒラ2戸11人が居住[10]。
- 1859年（安政06年）：仙台藩の領地となる。
- 1869年（明治02年）：東蝦夷地のトカチ場所であった当地は十勝国上川郡に属し、静岡藩の支配となる。
- 1871年（明治04年）：開拓使の直轄となる。
- 1872年（明治05年）：浦河支庁（後の日高支庁、現在の日高振興局）の管轄となる。
- 1874年（明治07年）：札幌本庁の管轄となる。
- 1879年（明治12年）：浦河外10郡役所の管轄となる。
- 1882年（明治15年）：札幌県に属する。
- 1886年（明治19年）：北海道庁に属する。
- 1887年（明治20年）：釧路外11郡役所に属する。
- 1889年（明治22年）：釧路外10郡役所に属する。
- 1897年（明治30年）：河西外6郡役所に属した後、河西支庁（後の十勝支庁、現在の十勝総合振興局）に属する。
- 1898年（明治31年）：石狩道路が太平洋岸から落合まで開削。
- 1899年（明治32年）：山形県から村形三吉ら団体13戸が新得原野に入地。福井県からは徳橋清助らが佐幌原野に入地。
- 1900年（明治33年）：芽室外6カ村戸長役場（現在の芽室町）の管轄となる。福井県からの10数戸が上佐幌原野に入地。
- 1902年（明治35年）：鹿児島県から上原善之助ら7戸が屈足原野に入地。関太郎らが新内に入地。
- 1903年（明治36年）：芽室外6カ村戸長役場から人舞村（後の清水町）が分離・独立し、人舞村外1村戸長役場の管轄となる。
- 1907年（明治40年）：狩勝トンネルが開通し、新得駅と新内駅（1966年廃止）が開業[11]。
- 1909年（明治42年）：青森県から15戸がニュンナイ原野に入植。
- 1910年（明治43年）：幕別村から松浦金平らが岩松地区に入植。
- 1911年（明治44年）：御影から岩野伊平らが岩松地区に入植。
- 1912年（明治45年）：森口忍が屈足30号において水田開発に着手。
- 1914年（大正03年）：新得信用購買販売組合（新得町農業協同組合の前身）設立。
- 1915年（大正04年）：人舞村外1村戸長役場から分村して屈足村（くったりむら）となり、北海道2級町村制を施行。
- 1917年（大正06年）：新得機関庫設置。新得保線区が落合から新得に移転。
- 1919年（大正08年）：佐幌川水力発電所操業開始。
- 1920年（大正09年）：北海道亜麻工業会社新得工場操業。
- 1921年（大正10年）：帯広警察署新得警察分署（新得警察署の前身）設置。
- 1923年（大正12年）：北海道1級町村制を施行し、新得村と改称。
- 1927年（昭和02年）：狩勝峠が「日本新八景」に入選。
- 1928年（昭和03年）：北海道拓殖鉄道の新得駅—鹿追駅間が開業（1968年廃止）。
- 1931年（昭和06年）：新得—落合間の道路（後の国道38号）開削。
- 1933年（昭和08年）：町制施行し、新得町となる。
- 1934年（昭和09年）：トムラウシ一帯が「大雪山国立公園」指定。
- 1937年（昭和12年）：佐幌岳で初の『全十勝滑降スキー大会』開催。
- 1942年（昭和17年）：岩松発電所送電開始。
- 1947年（昭和22年）：北海道農業試験場畜産部（現在の北海道立総合研究機構農業研究本部畜産試験場）の新得移転が決定。
- 1948年（昭和23年）：町章制定。
- 1950年（昭和25年）：王子製紙の軌道を利用した清水営林署による十勝上川森林鉄道が開設（1965年廃止）。
- 1951年（昭和26年）：「まりも号脱線事件」発生。
- 1954年（昭和29年）：低気圧による強風により家屋151戸全半壊。新得営林署開庁（2001年廃止）。昭和天皇、香淳皇后のお召し列車が新得駅に停車。駅前奉迎が行われた[12]。
- 1960年（昭和35年）：全日本空輸の社用機が広内の採草地に墜落。同社重役を含む乗員4人が死亡[13]。
- 1962年（昭和37年）：十勝岳が大爆発し、トムラウシの住民避難。台風による大雨で鉄道が不通となり、40の橋が流出。
- 1966年（昭和41年）：新狩勝トンネルが開通し[14]、新狩勝信号場、広内信号場、西新得信号場が開業。
- 1967年（昭和42年）：北海道立林業試験場道東試験地（現在の北海道立総合研究機構森林研究本部林業試験場道東支場）設置。
- 1972年（昭和47年）：町の花・木・鳥が決定。
- 1973年（昭和48年）：町民憲章制定。新得町公民館落成。狩勝高原開発事業開始。
- 1974年（昭和49年）：屈足総合会館落成。
- 1975年（昭和50年）：新得町民体育館オープン。
- 1980年（昭和55年）：狩勝高原サホロスキー場（現在のサホロリゾート）オープン。
- 1981年（昭和56年）：石勝線が開通[15]。
- 1984年（昭和59年）：佐幌ダム完成。十勝ダム完成。
- 1987年（昭和62年）：クラブメッドサホロ（現在のクラブメッド北海道サホロ）オープン。
- 1988年（昭和63年）：新得町総合体育館オープン。宮崎県西臼杵郡五ヶ瀬町と姉妹町締結。
- 1991年（平成03年）：トムラ登山学校レイク・インオープン（2011年に民間企業へ売却）[16]。
- 1993年（平成05年）：国民宿舎「東大雪荘」オープン。
- 1994年（平成06年）：「特急おおぞら脱線転覆事故」発生。山形県東根市と友好都市提携。
- 1998年（平成10年）：新得町営温水プール落成。
- 1999年（平成11年）：『全国フロアカーリング交流大会』初開催。
- 2000年（平成12年）：トムラウシ自然体験交流施設オープン。
- 2002年（平成14年）：『しんとく新そば祭り』初開催。
- 2003年（平成15年）：ごみ収集の有料化開始。新得町・鹿追町任意合併協議会設立（翌年解散）。
- 2004年（平成16年）：世界ラリー選手権（WRC）『ラリージャパン』初開催。
- 2007年（平成19年）：『全国原生自然環境フォーラムin新得・トムラウシ』開催。町内を通る道東自動車道（北海道横断自動車道）開通。
- 2009年（平成21年）：『JALカップ全日本パークゴルフ選手権大会』開催。
- 2016年（平成28年）：十勝圏域6消防本部を統合したとかち広域消防事務組合業務開始。相次ぐ台風（平成28年台風第10号など）の上陸による大雨で民家2棟が流失したほか、2,636世帯が断水。JRの橋梁も流失し、鉄道が不通（約4ヶ月後に運行再開）。

## 姉妹都市
姉妹都市
- 東根市（山形県）[17]

姉妹町盟約
- 五ヶ瀬町（宮崎県西臼杵郡）[17]

## 行政
役場
- 新得町役場
  - 屈足支所

歴代首長
| 歴代       | 氏名       | 就任年月              |
| 村長       | 村長       | 村長                  |
| ---------- | ---------- | --------------------- |
| 初代       | 土門玄吾   | 1915年（大正4年）4月  |
| 2代        | 佐藤伊久馬 | 1916年（大正5年）8月  |
| 3代        | 高山広司   | 1920年（大正9年）2月  |
| 4代        | 林理一郎   | 1921年（大正10年）5月 |
| 5代        | 妹尾良貫   | 1923年（大正12年）6月 |
| 6代        | 柏量策     | 1927年（昭和2年）7月  |
| 村長・町長 |            |                       |
| 7代        | 佐藤伊久馬 | 1928年（昭和3年）7月  |
| 町長       |            |                       |
| 8代        | 小崎栄吉   | 1936年（昭和11年）9月 |
| 9代        | 植村包栄   | 1947年（昭和22年）4月 |
| 10代       | 杉本義行   | 1949年（昭和24年）4月 |
| 11代       | 山根常太郎 | 1953年（昭和28年）8月 |
| 12代       | 平野栄次   | 1957年（昭和32年）8月 |
| 13代       | 佐々木忠利 | 1973年（昭和48年）8月 |
| 14代       | 斉藤敏雄   | 1993年（平成5年）8月  |
| 15代       | 浜田正利   | 2005年（平成17年）8月 |
| 16代       | 湯浅真希   | 2025年（令和7年）8月  |

## 議会
- 議員定数：12名
- 議会
  - 定例会
  - 臨時会
- 委員会
  - 総務厚生常任委員会
  - 産業文教常任委員会
  - 広報広聴常任委員会
  - 議会運営委員会

## 官公署
国の機関
- 国土交通省
  - 北海道開発局帯広開発建設部帯広河川事務所十勝ダム管理支所

道の機関
- 十勝総合振興局新得地域保健支所

地方独立行政法人
- 北海道立総合研究機構
  - 農業研究本部畜産試験場
  - 森林研究本部林業試験場道東支場

## 公共施設
- 町営浴場（トムラウシ温泉の温泉湯をタンクローリーで運んで使用）[19]
- 新得町公民館
- 新得町図書館
- 新得町保健福祉センター「なごみ」
- 新得町子どもセンター「なかよし」
- 新内ホール
- 佐幌農業会館
- 屈足総合会館
- 屈足農村環境改善センター

### スポーツ施設
- 新得運動公園
  - 野球場
  - テニスコート
  - 多目的運動広場
  - 新得町民体育館
  - パークゴルフコース
  - 新得町武道館
  - 新得町営温水プール「ビーバー」
- 屈足公園
  - テニスコート
  - パークゴルフコース
- 新得山スキー場
- 新得町総合体育館（サホロアリーナ）
- サホロテニスパーク
- 屈足レイクサイドパークゴルフ場
- サホロリバーサイド運動広場

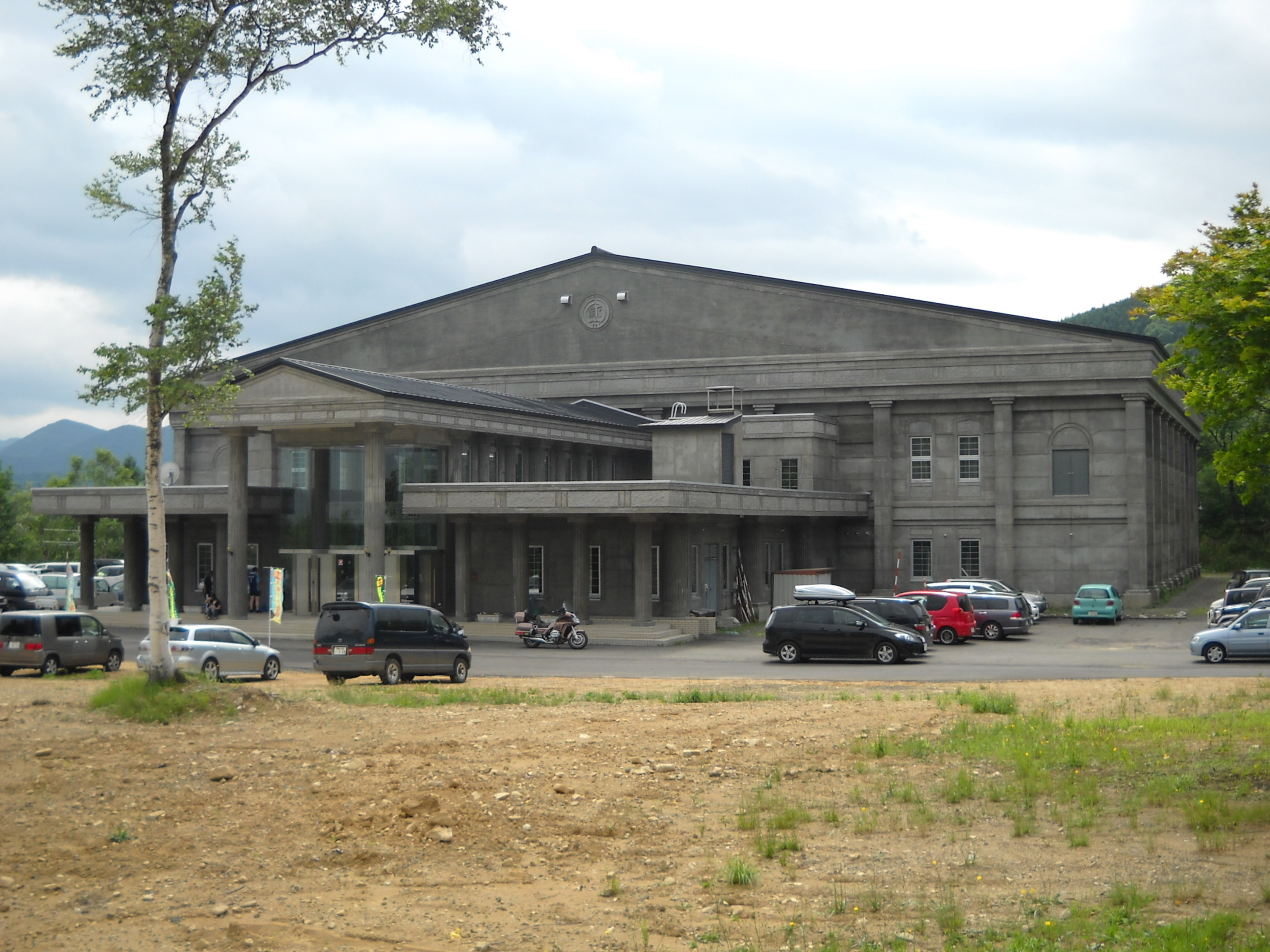
新得町総合体育館（2010年7月）

## 公的機関
警察
- 新得警察署・所在地交番
  - 屈足駐在所

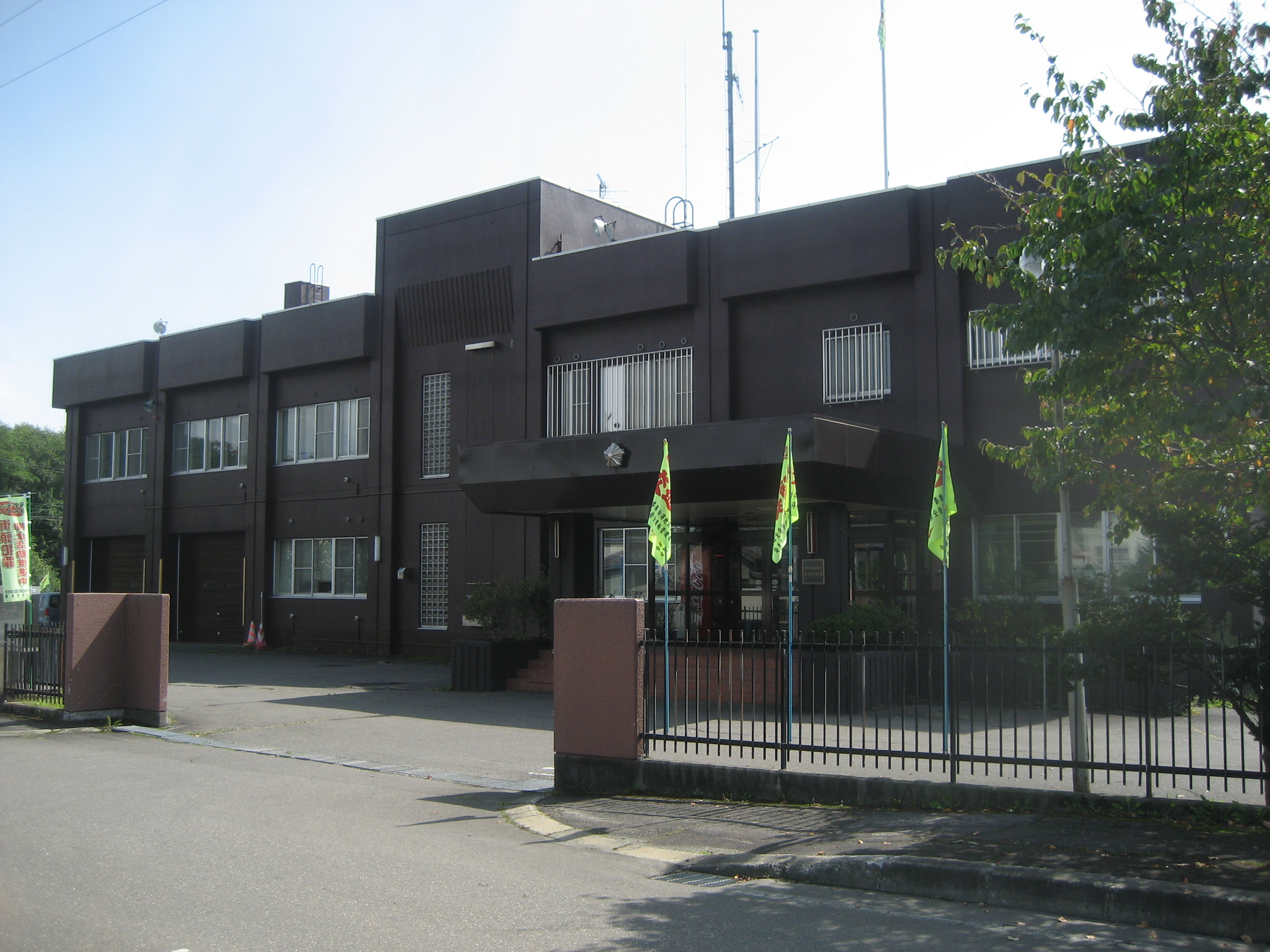
新得警察署（2014年9月）

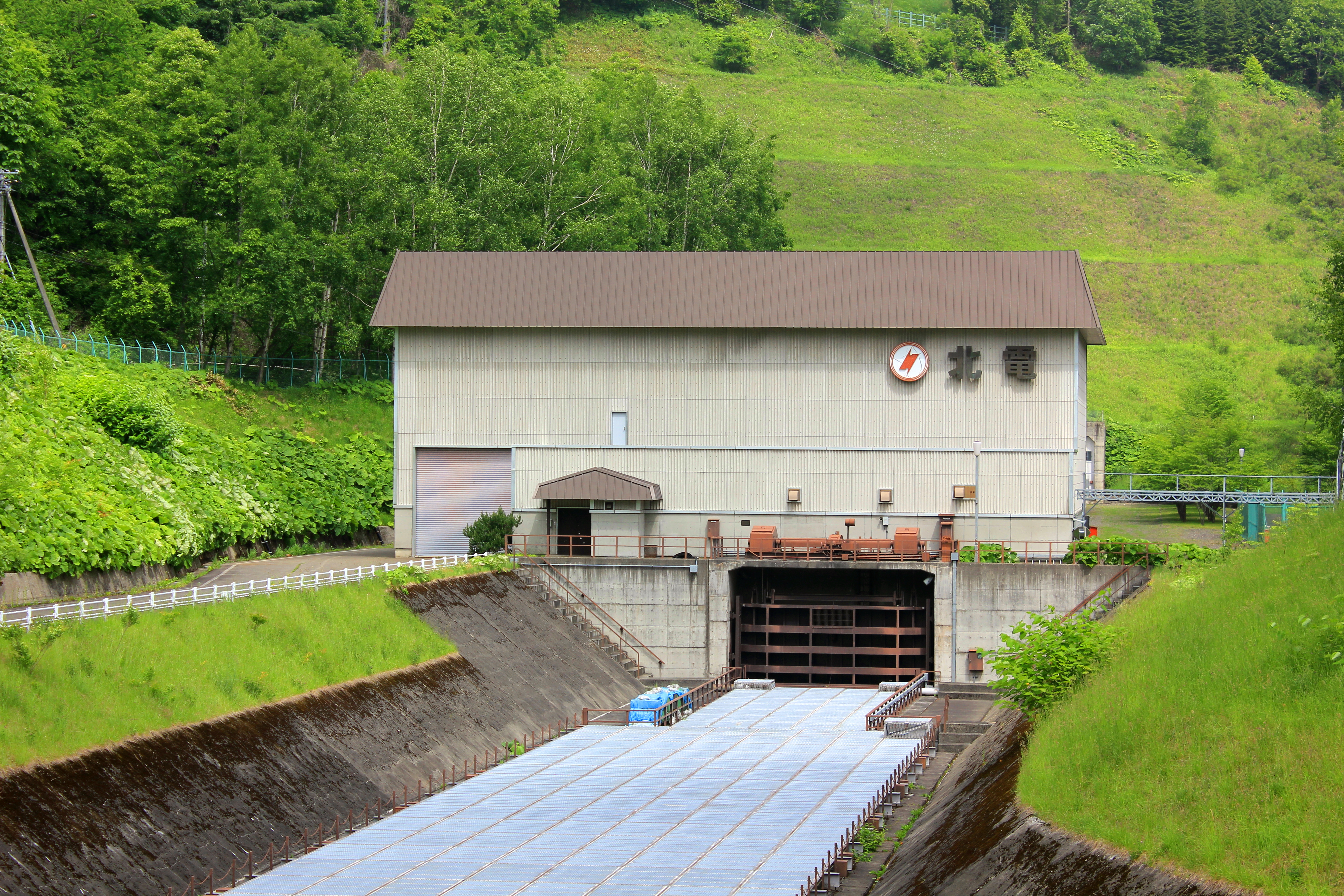
十勝発電所（2015年6月）

消防
- とかち広域消防事務組合新得消防署
  - 屈足分遣所

電力
- 北海道電力新得営業所・新得水力センター
  - 富村発電所
  - 然別第二発電所
  - 上岩松発電所
  - 十勝発電所
  - 新岩松発電所
- 電源開発くったり発電所

- 十勝発電所（2015年6月）

新聞社
- 北海道新聞社新得支局
- 十勝毎日新聞社新得支局

## 教育機関

### 義務教育学校
- 新得町立富村牛小中学校[20][21]

### 中学校
- 新得町立新得中学校
- 新得町立屈足中学校

### 小学校
- 新得町立新得小学校
- 新得町立屈足南小学校

### 特別支援学校
- 北海道新得高等支援学校

### 幼稚園・保育園
- 新得幼稚園
- 新得保育所
- 屈足保育園
- トムラウシへき地保育所こじか園[22]（富村牛小中学校に併設）

## 経済・産業
農業は畑作・畜産・酪農の大規模農業を展開している。また、林業も盛んであり、製材の出荷量は十勝管内で有数の規模を誇っている。観光では「日本百名山」の1つであるトムラウシ山や麓のトムラウシ温泉、佐幌岳のスキー場を核としたサホロリゾートやクラブメッド北海道サホロなどがあり、資源を生かした観光を展開している。
組合
- 新得町農業協同組合（JA新得町）[23]
- 北海道農業共済組合（NOSAI北海道）十勝西部支所新得分室[24]
- 西十勝森林組合
- 十勝・新得フレッシュ地鶏事業協同組合
- 新得町しいたけ生産組合
- サホロ畜産事業協同組合

スーパーマーケット
- 福原（アークスグループ）
  - フクハラ新得店
  - フクハラ屈足店
- ホクレン商事
  - エーコープしんとく店（※2020年10月24日を以って閉店[25][26]）

ホームセンター
- DCMニコット新得店（2008年4月[27]-）

金融機関
- 帯広信用金庫新得支店
- JAバンク北海道（北海道信用農業協同組合連合会）JA新得町本所、JA新得町屈足事業所

郵便局
- 新得郵便局（集配局）
- 屈足郵便局（集配局）
- 富村牛簡易郵便局

宅配便

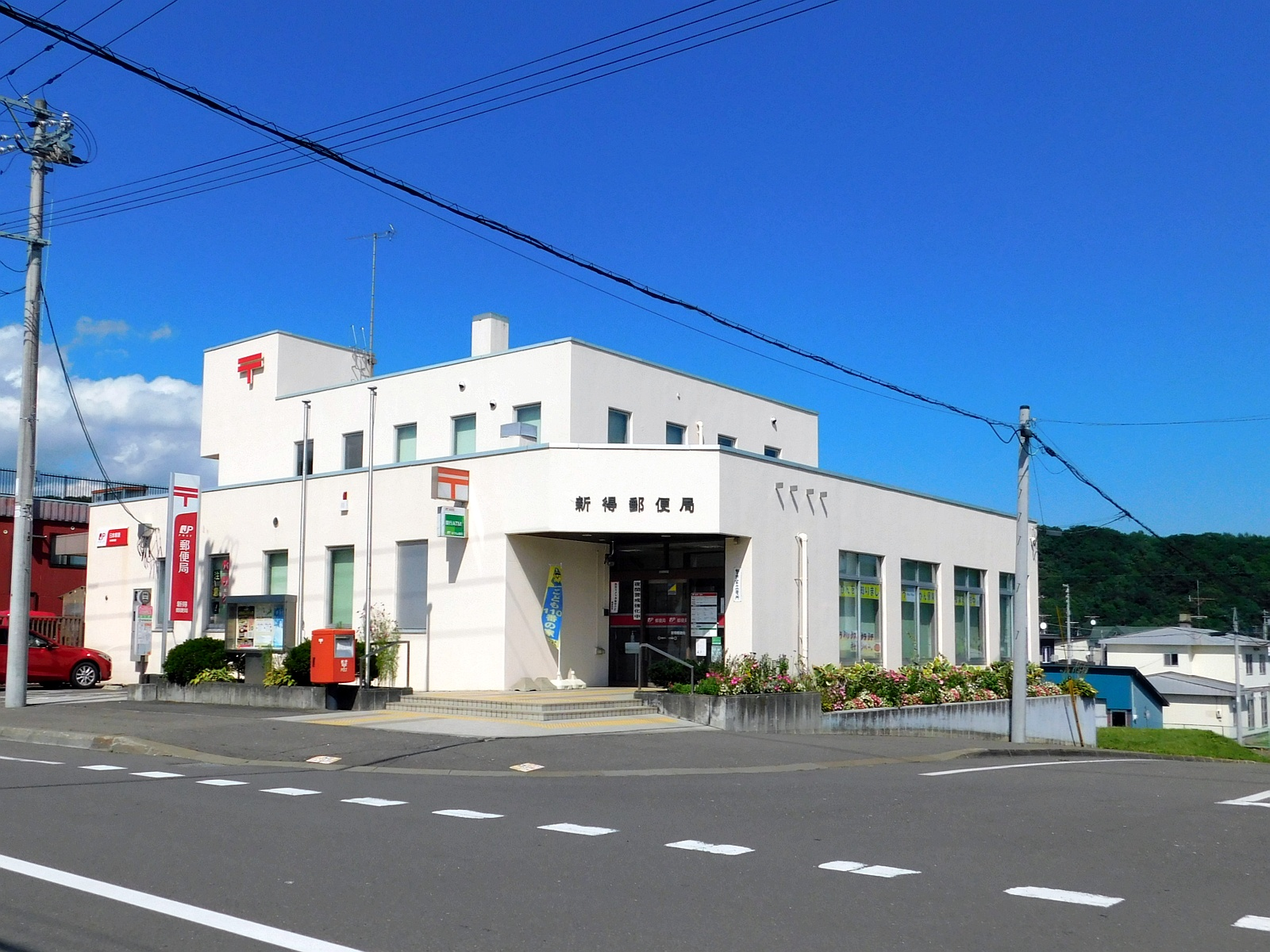
新得郵便局

- ヤマト運輸十勝清水センター（所在地は清水町）
- 佐川急便帯広営業所（所在地は帯広市）

## 交通

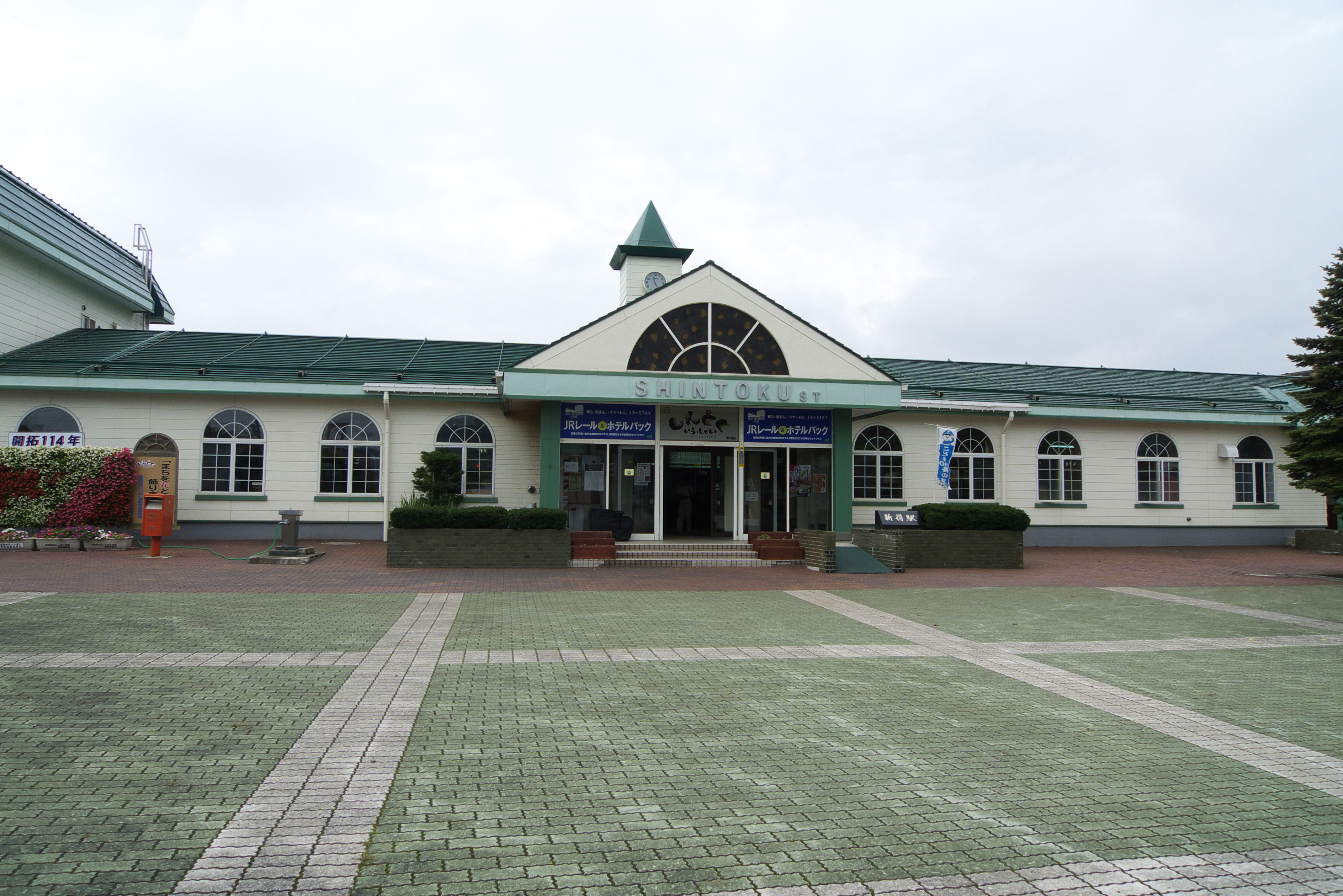
新得駅（2013年8月）

### 鉄道
北海道旅客鉄道（JR北海道）
- 石勝線・根室本線：新得駅

2024年3月31日までは富良野方面からも根室本線が伸びていた。同線は1966年（昭和41年）まで現在と異なる経路を通っており、町内には新内駅が設置されていた。

### バス
- 新得町コミュニティバス「そばくる」
- 北海道拓殖バス
- 北海道拓殖バス・十勝バス・道北バス（共同運行）「ノースライナー号」

### タクシー
- 新得ハイヤー

### 道路
町の西部を道東自動車道（北海道横断自動車道）が通っている。国土交通省から新得SICの事業許可がNEXCO東日本に出ており、PAとともに整備され、近隣には道の駅が併設される予定となっている。町内を通る幹線道路は、シーニックバイウェイの「十勝平野・山麓ルート」、大雪—富良野—十勝を結ぶ「北海道ガーデン街道」になっている。
- 一般国道
  - 国道38号
    - 狩勝峠
- 都道府県道
  - 北海道道75号帯広新得線
  - 北海道道133号音更新得線
  - 北海道道136号夕張新得線
  - 北海道道593号屈足鹿追線
  - 北海道道718号忠別清水線
  - 北海道道1075号新得停車場線
  - 北海道道1085号新内線

### 農道離着陸場
- 新得町農道離着陸場

## 文化財
- 天然記念物
  - 大雪山[31]

## 観光・レジャー
- 狩勝峠展望台
- 狩勝高原園地
- 狩勝高原エコトロッコ鉄道
- 狩勝高原キャンプ場
- サホロリゾート
  - サホロリゾートスキー場
  - サホロリゾート ベア・マウンテン
  - クラブメッド北海道サホロ
  - サホロカントリークラブ
- サホロ湖キャンプ場
- 新得そばの館
- 新得山スキー場
- 湯宿くったり温泉レイクイン
- オソウシ温泉「鹿乃湯荘」
- 十勝ダムキャンプ場
- トムラウシ自然体験交流施設「山の交流館とむら」
- トムラウシ温泉 国民宿舎「東大雪荘」
- トムラウシ自然休養林野営場
- ヌプントムラウシ温泉

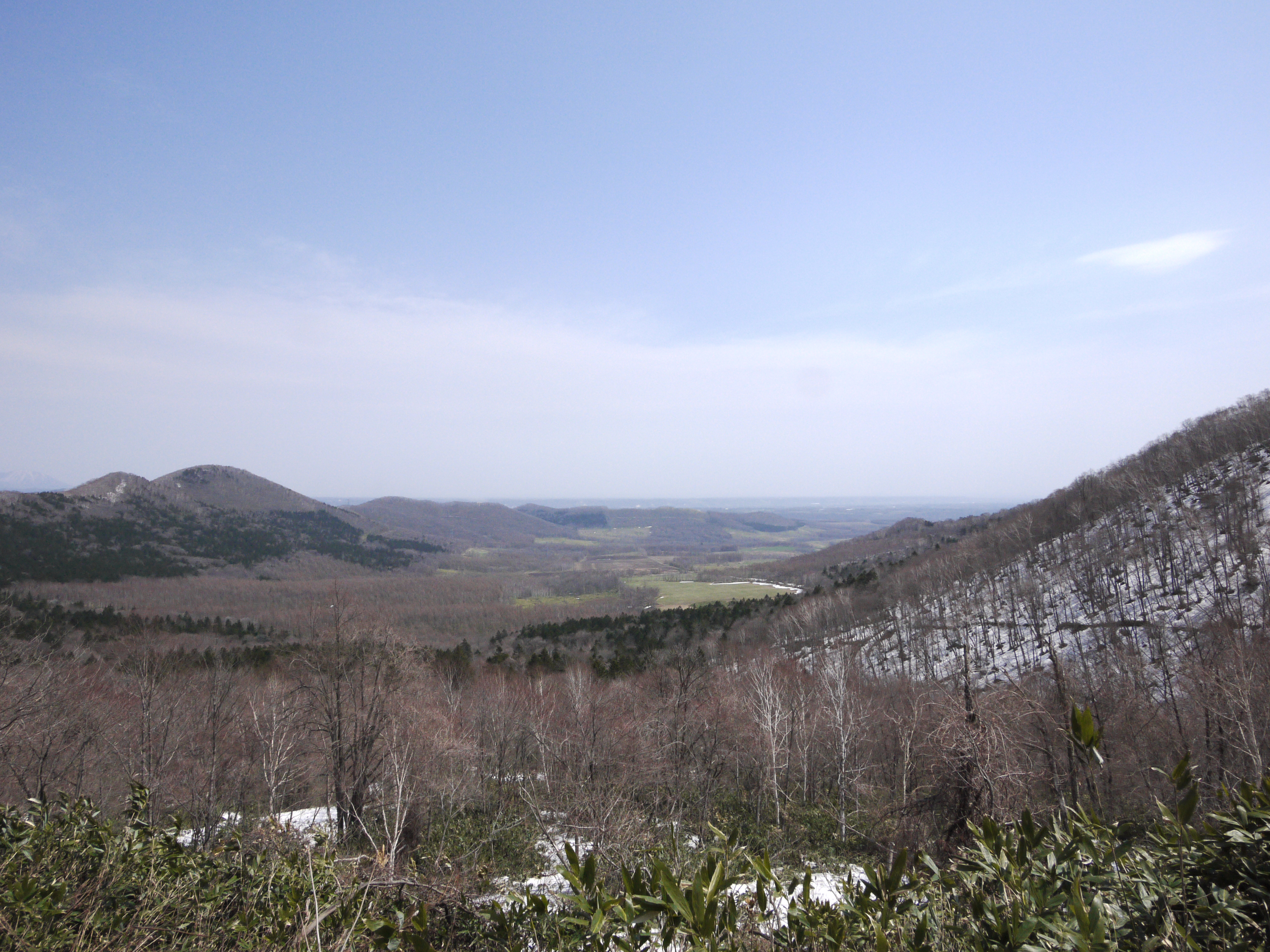
根室本線旧線跡からの眺望（日本三大車窓）（2015年4月）
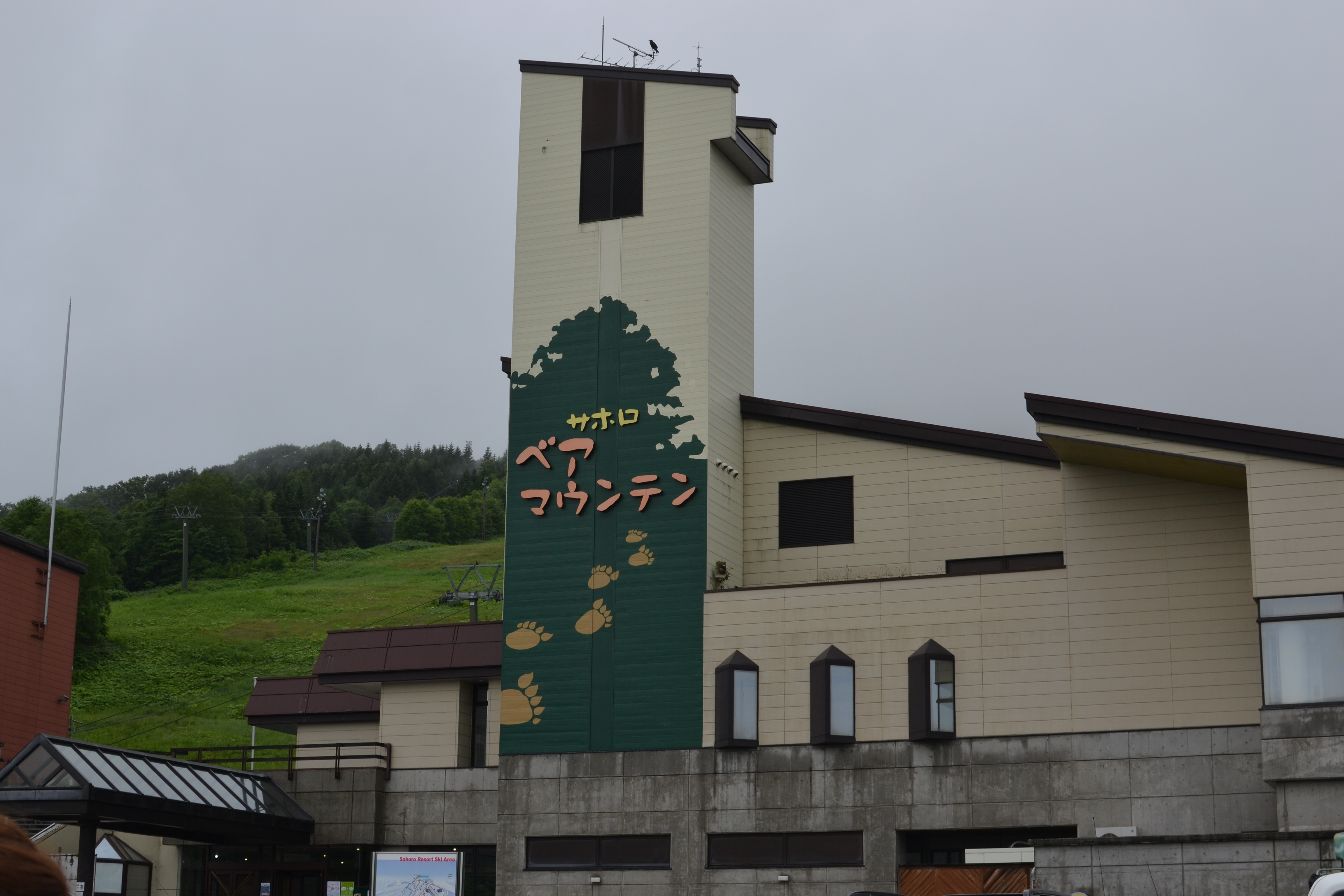
サホロリゾート・ベア・マウンテン（2011年7月）
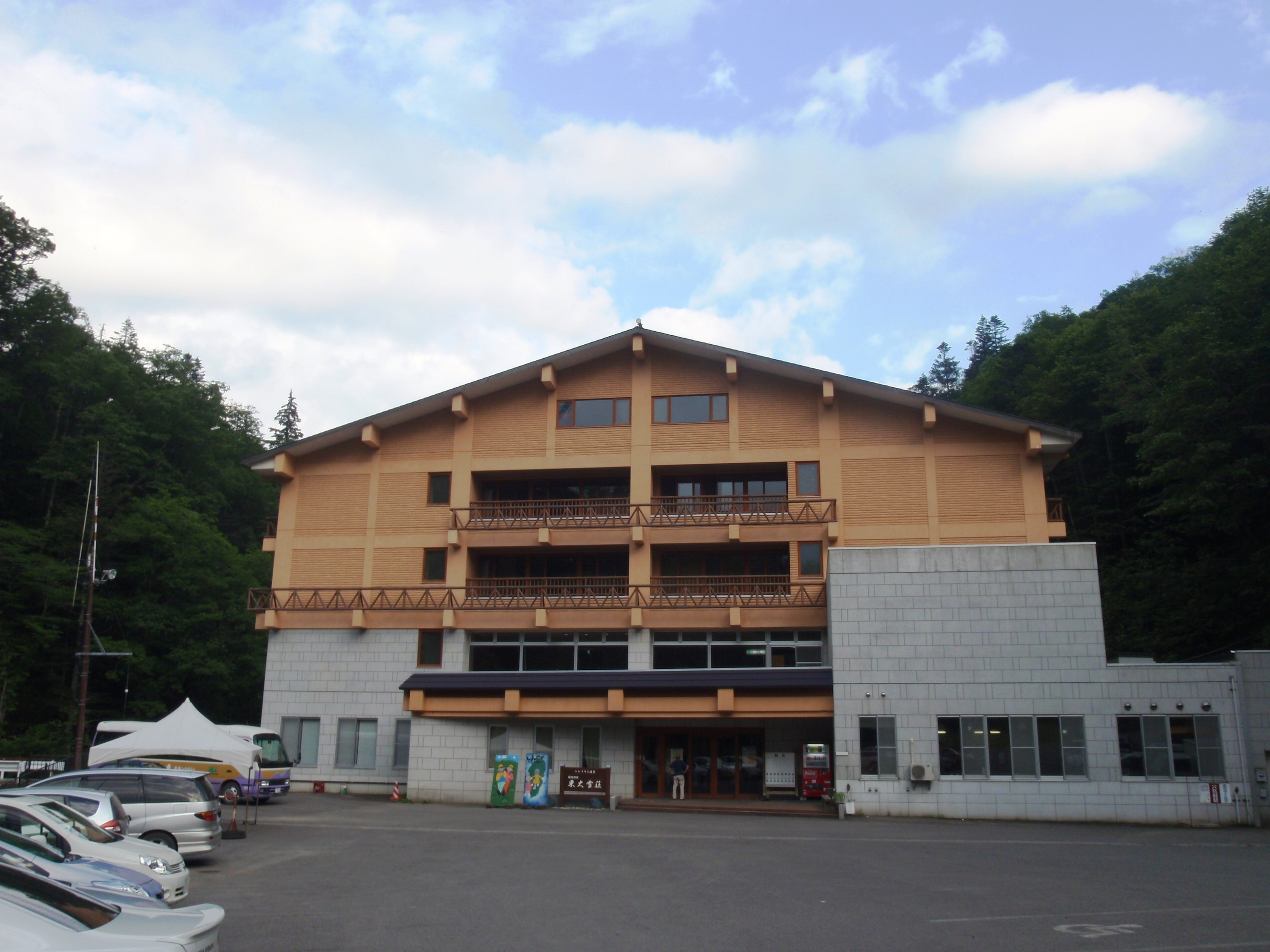
国民宿舎「東大雪荘」（2011年7月）

## 祭事・催事
- 新得神社山桜まつり（5月上旬）
- 狩勝トレイルランニング（5月下旬）
- GANKE FES（7月上旬）[32]
- 新得そばの里まつり（7月下旬）
- くったりふるさと祭り（8月中旬）
- Shintoku空想の森映画祭（9月中旬）
- しんとく新そば祭り（9月下旬）
- 全国フロアカーリング交流大会（9月下旬）
- うまいっしょ「しんとく」大雪まつり（10月上旬）
- いらっしゃいしんとくイルミネーション（12月上旬から2月下旬）

## 競技
- フロッカー

## 名産・特産
新得町はソバの産地であり、「新得そば」が有名となっている。国道38号沿いは通称「そばロード」と呼ばれ、両側にそば畑を見ることができる。
- 蕎麦
- チーズ
- 鹿肉
- シイタケ
- 陶芸
- 木製品

## 新得町が舞台（ロケ地）となった作品
映画
- 『幸福の黄色いハンカチ』
- 『キリエのうた』

ドラマ
- 『北の国から'98時代』
- 『いつか楽園で!』
- 『ハルとナツ 届かなかった手紙』
- 『なつぞら』

## 人物
- 菊地敬一（実業家、ヴィレッジヴァンガード創業者）
- 道下大樹（政治家、衆議院議員）
- 久保正行（警察官、著作家）
- 宗像記子（スピードスケート選手）
- 高橋英夫（元騎手、調教師）
- マナル隊（YouTuberグループ）
- 藤本幸久（映画監督）
- 宮下奈都（小説家）
- 石川恵子（歌手）
- 津田英佑（俳優、声優）